# Käärijä
Jere Mikael Pöyhönen, poklicno znan kot Käärijä, finski pevec, raper in besedilopisec, * 21. oktober 1993.

## Zgodnje življenje
Pöyhönen je odraščal v Vantai v okolici Helsinkov. Njegovo umetniško ime izhaja iz njegovega hobija iger na srečo iz fraze kääriä rahaa, ki pomeni "hitro zaslužiti".

## Kariera

### Pesem Evrovizije 2023
Dne 11. januarja 2023 je bilo objavljeno, da bo Käärijä eden od sedmih tekmovalcev na finskem nacionalnem izboru za Pesem Evrovizije 2023, Uuden Musiikin Kilpailu 2023. Njegova točka »Cha Cha Cha« je nastala v sodelovanju z Aleksijem Nurmijem in Johannesom Naukkarinenom in je izšla 18. januarja 2023. »Cha Cha Cha« je na izboru zmagala in Käärijä je postal predstavnik Finske na Pesmi Evrovizije 2023 v Liverpoolu.
Nastopil je v prvem polfinalu, ki je potekal 9. maja 2023. S 177 točkami je zasedel prvo mesto in se tako uvrstil v finale. V finalu je s skupno 526 točkami končal na 2. mestu tik za švedsko pevko Loreen.
V Malmöju 2024 bi moral Käärijä sporočiti glasove finske strokovne žirije, a je na dan finala odpovedal sodelovanje brez navedbe razloga. Nekaj dni kasneje je bilo potrjeno, da je odstopil zaradi diskvalifikacije nizozemskega predstavnika Joosta Kleina.

## Diskografija

### Studijski album
| Naslov              | Podrobnosti | Najvišja uvrstitev na lestvici |
| Naslov              | Podrobnosti | FIN                            |
| ------------------- | --- | ------------------------------ |
| »Fantastista«       | - Objavljeno: 7. februarja 2020 - Založba: Warner Music Finland,Monsp - Format: CD, LP, digitalni prenos, streaming | 4                              |
| »People's Champion« | - Objavljeno: 1. novembra 2024 - Založba: Warner Music Finland - Format: CD, LP, digitalni prenos, streaming        | 2                              |

### EP
| Naslov                | Podrobnosti | Najvišja uvrstitev na lestvici |
| Naslov                | Podrobnosti | FIN                            |
| --------------------- | --- | ------------------------------ |
| »Peliä«               | - Objavljeno: 27. julija 2018 - Založba: Warner Music Finland, Monsp - Format: Digitalni prenos, streaming       | 22                             |
| »Cha Cha Cha Mixtape« | - Objavljeno: 12. maja 2023 - Založba: Warner Music Finland, Monsp - Format: CD, LP, digitalni prenos, streaming | 2                              |

### Pesmi
| Naslov                                                                            | Leto | Najvišja uvrstitev na lestvici | Najvišja uvrstitev na lestvici | Najvišja uvrstitev na lestvici | Najvišja uvrstitev na lestvici | Najvišja uvrstitev na lestvici | Najvišja uvrstitev na lestvici | Najvišja uvrstitev na lestvici | Najvišja uvrstitev na lestvici | Najvišja uvrstitev na lestvici | Album / EP          |
| Naslov                                                                            | Leto | FIN                            | IRE                            | ISL                            | ITA                            | LTU                            | NOR                            | SWE                            | UK                             | WW                             | Album / EP          |
| --------------------------------------------------------------------------------- | ---- | ------------------------------ | ------------------------------ | ------------------------------ | ------------------------------ | ------------------------------ | ------------------------------ | ------------------------------ | ------------------------------ | ------------------------------ | ------------------- |
| »Heila« (skupaj zUrho Ghettonen)                                                  | 2016 | —                              | —                              | —                              | —                              | —                              | —                              | —                              | —                              | —                              | —                   |
| »Urheilujätkä« (skupaj z Jeskiedes)                                               | 2016 | —                              | —                              | —                              | —                              | —                              | —                              | —                              | —                              | —                              | —                   |
| »Puun takaa«                                                                      | 2016 | —                              | —                              | —                              | —                              | —                              | —                              | —                              | —                              | —                              | —                   |
| »Tuuliviiri«                                                                      | 2017 | —                              | —                              | —                              | —                              | —                              | —                              | —                              | —                              | —                              | —                   |
| »Ajoa«                                                                            | 2017 | —                              | —                              | —                              | —                              | —                              | —                              | —                              | —                              | —                              | —                   |
| »Koppi tules«                                                                     | 2017 | —                              | —                              | —                              | —                              | —                              | —                              | —                              | —                              | —                              | —                   |
| »Nou Roblem«                                                                      | 2017 | —                              | —                              | —                              | —                              | —                              | —                              | —                              | —                              | —                              | —                   |
| »Klo23«                                                                           | 2018 | —                              | —                              | —                              | —                              | —                              | —                              | —                              | —                              | —                              | Peliä               |
| »Puuta heinää«                                                                    | 2018 | —                              | —                              | —                              | —                              | —                              | —                              | —                              | —                              | —                              | Peliä               |
| »Viulunkieli«                                                                     | 2018 | 30                             | —                              | —                              | —                              | —                              | —                              | —                              | —                              | —                              | Fantastista         |
| »Rock Rock«                                                                       | 2019 | —                              | —                              | —                              | —                              | —                              | —                              | —                              | —                              | —                              | Fantastista         |
| »Hirttää kiinni«                                                                  | 2019 | —                              | —                              | —                              | —                              | —                              | —                              | —                              | —                              | —                              | Fantastista         |
| »Mic mac«                                                                         | 2019 | 44                             | —                              | —                              | —                              | —                              | —                              | —                              | —                              | —                              | Fantastista         |
| »Paidaton riehuja«                                                                | 2020 | —                              | —                              | —                              | —                              | —                              | —                              | —                              | —                              | —                              | —                   |
| »Menestynyt yksilö«                                                               | 2021 | —                              | —                              | —                              | —                              | —                              | —                              | —                              | —                              | —                              | —                   |
| »Siitä viis«                                                                      | 2021 | —                              | —                              | —                              | —                              | —                              | —                              | —                              | —                              | —                              | —                   |
| »Välikuolema«                                                                     | 2022 | 19                             | —                              | —                              | —                              | —                              | —                              | —                              | —                              | —                              | Cha Cha Cha Mixtape |
| »Cha Cha Cha«                                                                     | 2023 | 1                              | 7                              | 2                              | 85                             | 1                              | 3                              | 1                              | 6                              | 27                             | Cha Cha Cha Mixtape |
| »It's Crazy, It's Party« (skupaj s Tommy Cash)                                    | 2023 | 4                              | —                              | —                              | —                              | —                              | —                              | —                              | —                              | —                              | People's Champion   |
| »Huhhahhei«                                                                       | 2023 | 5                              | —                              | —                              | —                              | —                              | —                              | —                              | —                              | —                              | People's Champion   |
| »Ruoska« (skupaj z Eriko Vikman)                                                  | 2024 | 1                              | —                              | —                              | —                              | —                              | —                              | —                              | —                              | —                              | People's Champion   |
| »Kot Kot«                                                                         | 2024 | 8                              | —                              | —                              | —                              | —                              | —                              | —                              | —                              | —                              | People's Champion   |
| »Trafik!« (skupaj z Joostom Kleinom)                                              | 2024 | 5                              | —                              | —                              | —                              | 60                             | —                              | —                              | —                              | —                              | —                   |
| »Sex = Money«                                                                     | 2024 | 15                             | —                              | —                              | —                              | —                              | —                              | —                              | —                              | —                              | People's Champion   |
| »Autiomaa«                                                                        | 2024 | 23                             | —                              | —                              | —                              | —                              | —                              | —                              | —                              | —                              | People's Champion   |
| »—« označuje singel, ki se ni uvrstil na lestvico ali ni bil izdan na tem ozemlju |      |                                |                                |                                |                                |                                |                                |                                |                                |                                |                     |